# Bagdádský pakt

Mapa členů pakt

 Bagdádský pakt později CENTO (Central Treaty Organization) byl vojensko-politický blok Velké Británie, Iráku, Íránu, Turecka a Pákistánu, který byl vytvořen v roce 1955. V roce 1959, po odchodu Iráku (kde proběhla revoluce), byl pakt přejmenován na CENTO.